# Katoï
Pour la chanson du groupe Indochine, voir Ladyboy (chanson).

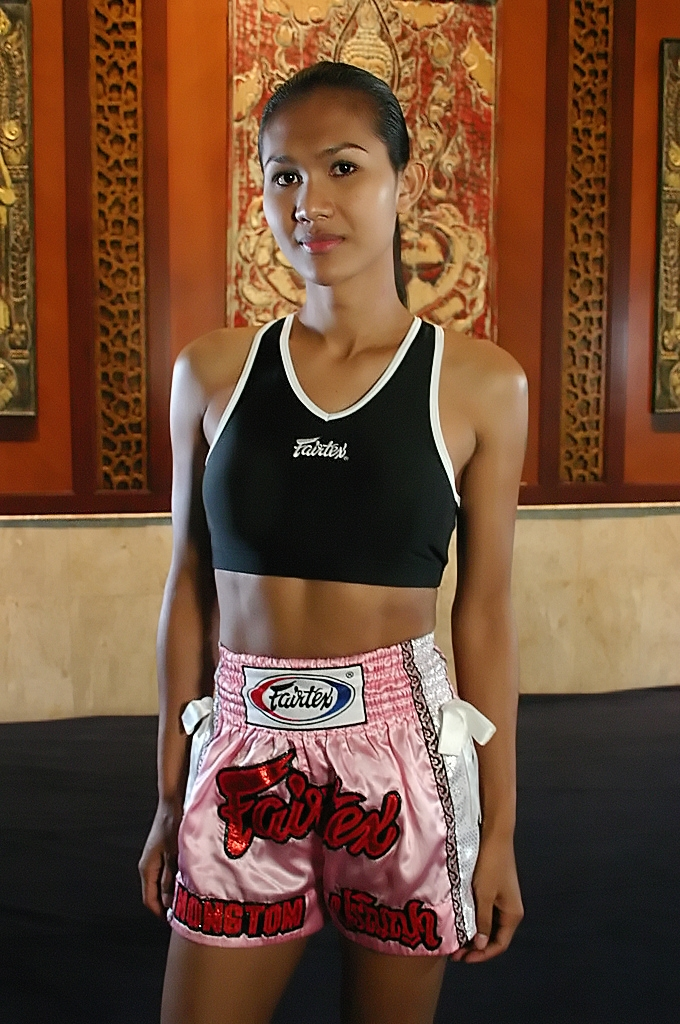
Nung Tum, la plus célèbre des Katoï, ancienne boxeuse dont la vie a été portée à l'écran dans le film Fighting Beauty.

Katoï, ladyboy, khatoey, kathoey (en thaï : กะเทย, phonétique : /kàtʰɤːj/) est le nom donné à une femme transgenre ou un homme gay efféminé en Thaïlande.

## Terminologie

### Origine
Le mot katoï est d'origine khmer.
Avant les années 1960, l'utilisation de katoï peut désigner toute personne hors de la norme binaire du genre.
Selon le spécialiste australien de la politique sexuelle en Thaïlande Peter Jackson, ce terme désigne à l'époque contemporaine les personnes intersexes. L'usage aurait changé au milieu du XXe siècle pour couvrir le travestissement des hommes.

### Sens
Le terme peut se référer à des hommes qui présentent des degrés divers de féminité.

#### Donné par les Katoï
L'utilisation du terme « katoï » suggère que la personne s'identifie elle-même comme un type d'homme.
De nombreuses katoï s'habillent comme les femmes et utilisent des traitements médicaux de féminisation tels que les implants mammaires, les hormones, les injections de silicone, ou la réduction de la pomme d'Adam.
Certaines portent du maquillage et utilisent les pronoms féminins, tout en gardant des vêtements masculins, et sont plus proches de ce que les occidentaux considèrent comme des hommes efféminés que des femmes transgenres.

#### Donné par la population Thaï
Un nombre important de Thaïs perçoivent les katoï comme appartenant à un troisième genre, y compris de nombreuses katoï elles-mêmes.
Certains les voient comme une sorte d'homme ou de femme.
Lorsque l'on considère l'ensemble des femmes transgenres (MtF) dans la société thaïlandaise, la plupart se considèrent comme des phuying (en thaï : ผู้หญิง, « femme »). Une minorité se considèrent comme phuying praphet sao song (« autre type de femme »). Très peu se considèrent comme des katoï,.

### Autres expressions
- phet thi sam (Thaï : เพศที่สาม) signifie « troisième sexe ».
- sao praphet song (Thaï : สาวประเภทสอง) qui suggère un « féminin » (sao) (comme les termes « femme trans ») de type 2.
- phu ying praphet song (Thaï : ผู้หญิงประเภทสอง), similaire, qui peut être traduit par « type de femmes 2 »[7].

Le terme ladyboy ou lady boy que les Occidentaux utilisent est devenu populaire à travers l'Asie du Sud-Est en raison de la possible confusion dans la traduction lors de l'utilisation du terme katoï pour désigner toute personne hors de la norme binaire du genre.

### Usage actuel
Le terme katoï peut être utilisé de façon péjorative, en particulier sous la forme « kathoey-saloey ». Il a alors un sens similaire à fairy ou queen dans la langue anglaise.
Le terme peut aussi être perçu comme péjoratif pour ceux qui s'identifient comme gays.

## Chirurgie de réassignation sexuelle en Thaïlande

### Histoire
En Thaïlande, les cliniques pratiquant la réassignation sexuelle chirurgicale, et surtout la vaginoplastie, abondent depuis des décennies, et leur réputation et les tarifs attirent de nombreux patients ou patientes étrangers,. Dans les années 2010, dans les villes d'une certaine taille comme Bangkok, deux à trois opérations sont effectuées par semaine, cumulant plus de 3 500 opérations au cours des trente dernières années.

### Religion
Les katoï sont socialement bien acceptées dans une société thaïlandaise très ouverte d'esprit. Cette tolérance est en grande partie due à la culture : en effet, contrairement à d'autres religions, le bouddhisme ne condamne pas l'homosexualité ou la transidentité.
Bunmi, un auteur Bouddhiste thaïlandais, pense que les origines de l'homosexualité provient de niveau inférieur de l'esprit (phi-sang-thewada), un facteur qui est influencé par la vie antérieure. Sous cette influence, les bouddhistes et certains Thaïlandais voient une katoï comme un individu qui est né avec un handicap en conséquence de ses péchés et transgressions dans les vies passées et la notion de karma. Ils en concluent que les katoï méritent la pitié plutôt que le blâme.
La Thaïlande n'a pas adopté de lois contre l'homosexualité provenant à l'époque de l'empire colonial victorien (influence de l'Occident et des religions chrétiennes).

### Emploi

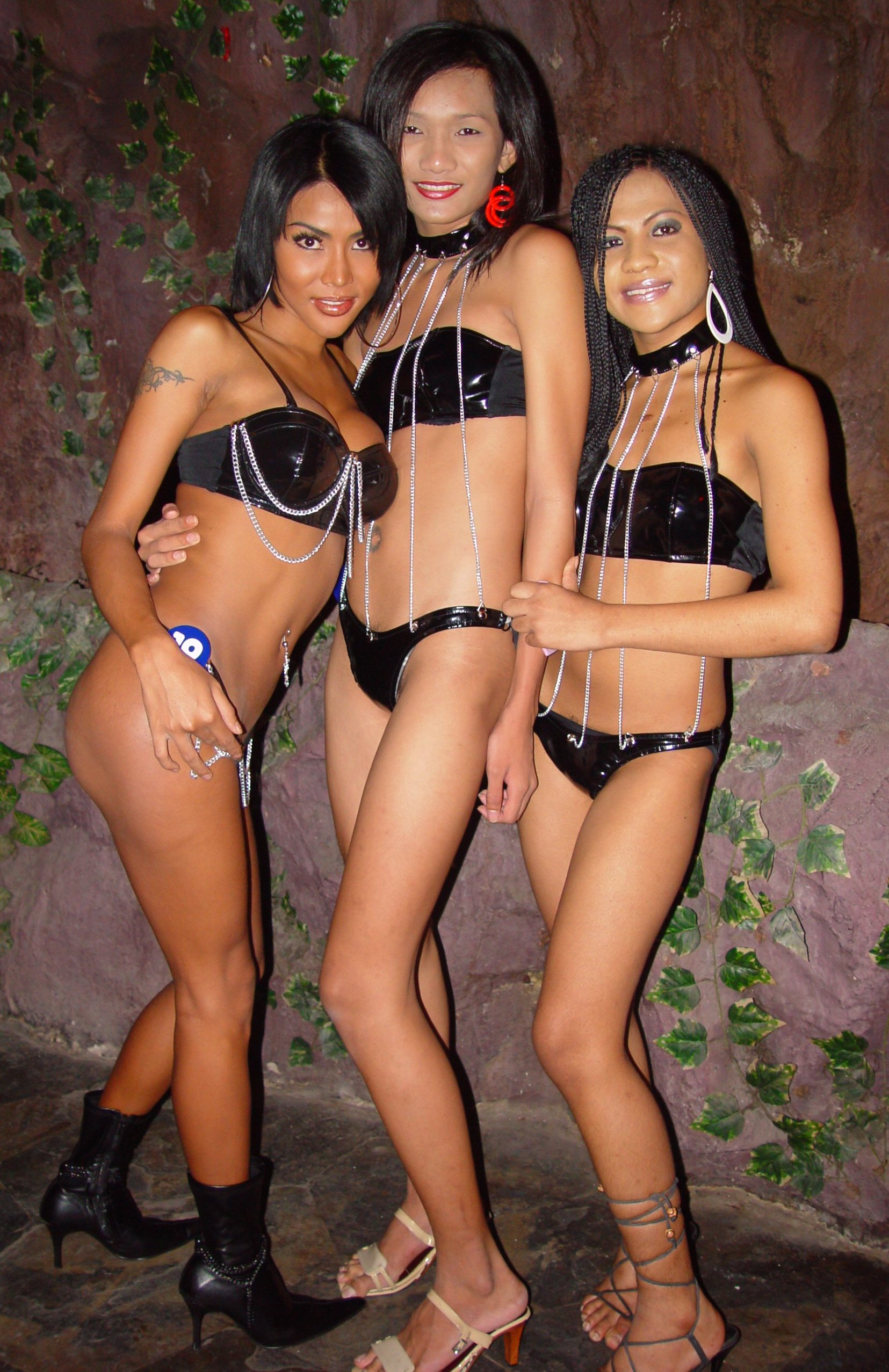
Des katoï travaillant dans un go-go bar de la Nana Plaza, un des quartiers de prostitution de Bangkok.

De nombreuses katoï occupent des professions où l'on retrouve principalement des femmes par exemple dans les magasins, les restaurants et les salons de beauté, mais aussi dans les usines (la Thaïlande a une forte proportion de femmes employées dans l'industrie).
Les katoï travaillent également dans le divertissement et centres touristiques, les cabarets, et en tant que prostituées. Une proportion élevée de ces dernières sont atteintes du VIH.
Les katoï ne sont pas généralement cantonnées à avoir des emplois féminins (coiffeuse, masseuse, serveuse…) ou à travailler dans le milieu du spectacle (mannequinat, chanson, cinéma…). Elles peuvent avoir toutes sortes de métiers et occuper des postes importants (en administration par exemple).
La discrimination dans l'emploi reste endémique. La transphobie a produit des comportements discriminants qui ont conduit à l'exclusion des personnes transgenres de l'activité économique et sociale.
Leurs opportunités d'emploi sont limitées et elles sont acceptées principalement dans la mode ou le show-business. Les katoï sont également victimes de moqueries de la part de leurs collègues et ont tendance à avoir des salaires plus bas.
Le chômage de longue durée réduit les chances de contribuer au bien-être de leur famille et diminue l'estime de soi, provoquant une hausse de la probabilité de se prostituer dans les « ladyboy bars ». Ces derniers peuvent également fournir une communauté et renforcer leur identité katoï.

### Médiatisation
Les katoï sont plus visibles et plus acceptées dans la culture thaïlandaise que les personnes transgenres ne le sont dans les autres pays du monde.
Plusieurs mannequins, chanteurs et stars de cinéma thaïlandais sont des katoï, et les journaux thaïs publient régulièrement côte à côte les photos des gagnantes des concours de beauté de femmes et de katoï.
Le phénomène n'est pas limité aux zones urbaines ; il y a des katoï dans la plupart des villages, et des concours de beauté katoï sont souvent organisées dans le cadre de foires locales.

### Préjugés
Un stéréotype commun est que les katoï âgées et financièrement à l'aise entretiennent de jeunes hommes avec qui elles ont une relation.

### Familles
Les familles (et plus particulièrement les pères) sont généralement déçus si un enfant devient une katoï, et les katoï doivent affronter leur coming out.
Basé sur une étude réalisée par AIDS Care, les participantes qui se sont identifiées comme une fille ou katoï à un jeune âge sont plus susceptibles d'avoir été exposées à la transphobie ou à des violences de la part des hommes de leur famille. Les katoï sont plus susceptibles d'être agressées sexuellement par des hommes que les homosexuels non-efféminés.
Cependant, les katoï sont généralement mieux acceptées en Thaïlande que dans la plupart des autres pays d'Asie,.

## Problèmes persistants
Les katoï sont actuellement confrontés à de nombreux problèmes sociaux et juridiques.
Le harcèlement de la police est évident, surtout pour les katoï qui travaillent dans les rues.
Les katoï peuvent être interdits d'entrée dans les bâtiments officiels ou se voir refuser certains services.

### Médicaux
En vertu de la Constitution thaïlandaise de 1997, le droit de ne pas subir de discriminations fondées sur l'état de santé a contribué à réduire la stigmatisation à l'encontre des communautés vivant avec le VIH/SIDA.
Dans la plupart des cas, les gouvernements et leurs organismes ne parviennent pas à protéger les personnes transgenres contre ces exclusions.
Il y a un manque d'accès aux soins médicaux contre le VIH/SIDA qui est spécifique aux personnes transgenres, et les hormones féminisantes sont largement utilisées sans aucun suivi médical.

### Juridiques et administratifs
Il n'y a pas de reconnaissance juridique des katoï et des personnes transgenres en Thaïlande, même après une chirurgie de réassignation sexuelle, ils ne sont pas autorisés à changer juridiquement de sexe.
Des problèmes peuvent également se poser en ce qui concerne l'accès aux aménagements (par exemple public) ; par exemple, une katoï devant exécuter une peine de prison le ferait dans une prison pour hommes.

### Atteinte à la vie privée
Les cartes d'identité sont particulièrement importantes en Thaïlande.
La grande majorité des personnes trans dans cette région n'ont pas pu faire changer leurs documents en raison de normes sévères.
Les cartes d'identités servent aux activités quotidiennes telles que lors de contacts avec les entreprises, les organismes bureaucratiques (c'est-à-dire lors de l’inscription dans l'enseignement ou lors de l'accès aux soins médicaux), l'application de la loi, etc.
Entravées par ces cartes d'identité, les personnes transgenres sont démasquées quotidiennement par la société.
Les exigences imposées par le Pacte international relatif aux droits civils et politiques (PIDCP) qui n'offre pas aux personnes transgenres la possibilité de changer leurs documents reste une menace envers la vie privée pour la communauté "trans" de Thaïlande.
La rigidité des règles bureaucratiques n'a pas encore été remise en question afin de s'adapter à l'intégration des personnes transgenres.

### Militaire
Les personnes transgenres sont automatiquement exemptées du service militaire obligatoire en Thaïlande.
Les katoï sont jugés souffrir de maladie mentale ou de troubles mentaux permanents.
Ces troubles mentaux doivent apparaître sur leurs documents d'exemption de service militaire, des documents qui sont accessibles aux futurs employeurs.
En 2006, la Commission nationale des droits humains (CNDH) de la Thaïlande a condamné l'utilisation de termes discriminants sur les documents d'exemption de service militaire thaïlandais.
À cause de la loi interdisant les citoyens thaïlandais à changer de sexe sur leurs documents d'identité, toutes les personnes masculines doivent participer à un « jour de loterie » où ils sont sélectionnés au hasard pour s'enrôler dans l'armée pour deux ans.
En mars 2008, l'armée a ajouté une « troisième catégorie » pour exclure les personnes transgenres de ce devoir pour cause de « maladie qui ne peut être guéri dans un délai de 30 jours ».

## Évènements

### Tentative d'interdiction de formation
En 1993, l’institut de formation des enseignants de Thaïlande a mis en place une interdiction semi-officielle aux étudiants homosexuels (ce qui inclut les katoï) de s'inscrire à des cours menant à la qualification pour les postes dans les écoles maternelles et primaires.
En janvier 1997, le Rajabhat Instituts (le conseil d'administration des collèges) a annoncé qu'il voulait formaliser l'interdiction, ce qui permettrait de l'étendre à tous les campus au début de l'année académique de 1997.
L'interdiction a été tranquillement annulée plus tard dans l'année, à la suite du changement de Ministre de l'Éducation.

### Interdiction de compétitions internationales
En 1996, une équipe de volley-ball composé en majorité de gays et de katoï, dépeint par deux films Thaïlandais, Les Dames de Fer (Thaï: สตรีเหล็ก, satree lek) puis Satreelex, the Iron Ladies, a remporté le championnat national.
Le gouvernement Thaïlandais, soucieux de l'image du pays, a empêché deux katoï issues de cette équipe de rejoindre l'équipe nationale et les compétitions internationales.

### Médiatisation de Parinya Charoenphol
L'une des plus célèbres katoï en Thaïlande est Parinya Charoenphol, une ancienne championne de boxe Thaï qui a été connue du public en 1998.
Elle a commencé à se présenter de façon féminine et a débuté l'hormonothérapie pendant qu'elle était encore un boxeur populaire ; elle entrait dans le ring avec les cheveux longs et du maquillage, ce qui pouvait provoquer un embarras et la défaite de son adversaire.
Elle a annoncé sa retraite de la boxe professionnelle en 1999 – subissant une chirurgie de réassignation sexuelle, mais a continué à travailler comme entraîneur, et a commencé tant qu'actrice et mannequin.
Elle a repris la boxe en 2006.
Parinya Charoenphol dite Nong Toom n'est pas la seule célèbre "Lady boxeur" : Uthai Chaengchampa dite Janet est par exemple une autre "Lady boxeur" célèbre.

### Attribution d'une salle
En 2004, l'École de Technologie Chiang Mai attribue une salle de repos pour les katoï avec un symbole mâle et femelle entrelacés sur la porte.
Les 15 étudiants katoï doivent porter des vêtements masculins à l'école mais peuvent porter des coiffures de sport féminines.
La salle dispose de quatre toilettes mais pas d'urinoirs.

### Avancées législatives
À la suite du coup d'État de septembre 2006 en Thaïlande, les katoï espèrent que le troisième sexe sera ajouté aux passeports et autres documents officiels dans le projet de nouvelle constitution.
En 2007, les efforts législatifs ont commencé à permettre aux katoï le changement juridique de sexe si elles ont subi une chirurgie de réassignation sexuelle ; cette dernière restriction a été controversé dans la communauté.

### Médiatisation de Bell Nuntita
Bell Nuntita une concurrente de l'émission Thailand's Got Talent est devenue une célébrité YouTube, en commençant par chanter avec une voix féminine pour ensuite passer à une voix masculine.

## Dans la culture populaire

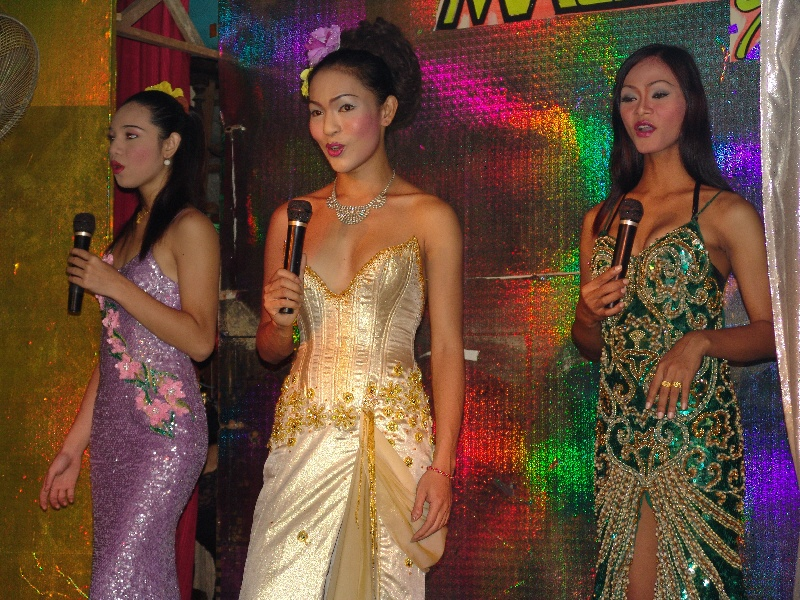
Pattaya : des katoï sur la scène d'un cabaret.

Les katoï sont devenues un symbole emblématique de la culture thaïlandaise moderne.

### Représentation au cinéma
Le plus ancien film conservé aux Archives du film thaïlandais (Thai Film Archive) mettant en scène un personnage de katoï est It's All Because of a Katoey (กะเทยเป็นเหตุ / Katoey pen het ), un court métrage anonyme noir et blanc muet avec intertitres de 12 minutes 44 secondes datant de 1954 (film mis en ligne gratuitement par la Cinémathèque française et Thai Film Archive sur la plateforme Henri du mois de mai 2021 jusqu'au 28 septembre 2021, pendant tout l'été, pour répondre au contexte de l'épidémie de Covid-19 et du confinement).
Les katoï ont commencé à prendre de l'importance dans le cinéma thaïlandais au cours de la fin des années 1980.
La première représentation était négative, montrant des katoï souffrant d'un mauvais karma, le suicide, et l'abandon par leurs amoureux hétérosexuels.
Des films indépendants et expérimentaux ont contribué à défier les normes dans le cinéma queer des années 1990.
En 2000, le film Les Dames de Fer (Satreelex, the Iron Ladies), réalisé par Yongyoot Thongkongtoon, dépeint une représentation positive d'une équipe de volley-ball presque entièrement katoï en affichant leur confiance.
La montée de la classe moyenne de Bangkok et la popularisation de la culture queer a rendu les katoï de plus en plus populaire à la télévision et dans le cinéma d'art.
La série suédoise 30° en février met en scène, entre autres, un suédois qui tombe amoureux d'une ladyboy.

### Concours Miss Tiffany's Universe
Un concours de beauté, inspiré par le célèbre concours des Miss France[réf. nécessaire], est organisé chaque année à Pattaya pour récompenser la plus belle katoï. La gagnante bénéficie ensuite d'une notoriété importante dans le pays.
La beauté féminine de la Thaïlande permet aux personnes transgenres d'avoir leur propre plate-forme où ils peuvent remettre en question les stéréotypes et revendiquer une reconnaissance culturelle.
Miss Tiffany's Universe est un concours de beauté ouvert à toutes les femmes transgenres. Commencé l'année 1998, le concours a lieu chaque année à Pattaya au mois de mai. Avec plus de 100 candidatures, à travers la Thaïlande, le concours est considéré comme l'un des spectacles transgenres les plus populaires dans le monde.
Par le biais de concours de beauté, la Thaïlande a été en mesure de promouvoir son industrie de chirurgie esthétique, ce qui a provoqué une augmentation massive du tourisme médical pour les chirurgies de réassignation sexuelle.
Selon le site web de Miss Tiffany's Universe, la diffusion en direct attire de 15 millions de téléspectateurs. La personne qui gagne le concours reçoit un diadème, une ceinture, une voiture, et le grand prix de 100 000 bahts (3 000 USD) - l'équivalent d'un salaire annuel d'un ouvrier d'usine en Thaïlande. Le directeur-adjoint Alisa Phanthusak a déclaré que le spectacle veut rendre les katoï visibles et les traiter comme des personnes normales. C'est le plus grand événement annuel de Pattaya.
Des concours de beauté travesti ont lieu en campagne, dans les foires de village ou les festivals. Les spectacles d'hommes sont communs dans les bars gay de Bangkok et ainsi que des spectacles de travestis dans la station balnéaire touristique de Pattaya.

### Musique
Le premier groupe de musique entièrement katoï en Thaïlande a été formé en 2006. Il est nommé Venus Flytrap et a été sélectionné et promu par Sony BMG Music Entertainment.
Le Lady Boys of Bangkok est une revue katoï qui s'expose au Royaume-Uni depuis 1998, en tournée au pays à la fois dans des théâtres et au célèbre Sabai Pavillon les neuf premiers mois de chaque année.

### Mode
Le style et la mode des katoï thaï est largement emprunté à la culture pop coréenne.

### Rubrique « Uncle Go Paknam »
« Uncle Go Paknam » créé par Pratchaya Phanthathorn, est une rubrique de conseils populaire auprès des gays et des lesbiennes paru pour la première fois en 1975 dans un magazine intitulé Plaek, ce qui signifie « étrange ».
Via les lettres et leurs réponses, il est devenu un exutoire pour exprimer les désirs et les nécessités de la communauté LGBT en Thaïlande. Le magazine gagna une popularité nationale en raison de sa bizarrerie et de ses fréquents contenus queer.
Il dépeint positivement les katoï et des hommes appelés « requins » et montre les personnes transgenres comme légitime ou même comme des partenaires sexuels préférés par certains, et a commencé à faire accepter le discours public queer en Thaïlande.
Sous le nom de plume de Phan Thathron il écrit la rubrique « Les filles à la puissance 2 » qui comporte des portraits de katoï dans des poses glamour ou provocatrices. « Les filles à la puissance 2 » ont été les premiers comptes-rendus de vie de katoï basés sur des entretiens, ce qui a permis à leur voix d'être publié dans la presse national de la Thaïlande.
Le public hétérosexuel est devenu plus enclins à lire les nouvelles des communautés transgenres qui avait auparavant une mauvaise réputation dans les journaux thaïlandais. La philosophie de Go Paknam était « Les katoï sont bons (pour les hommes) ».

### En Europe
Le groupe allemand-suédois Lindemann a intitulé une chanson Ladyboy sur leur premier album studio Skills in Pills, parlant d'un homme attiré par les katoï.
Le personnage fictif de comédie britannique, Alan Partridge, a développé une obsession pour les travestis au cours de la première saison de I'm Alan Partridge. Dans l'épisode 3 de la série, Alan invente un nouveau cocktail nommé ladyboy, composé de lager, gin tonic et baileys, le baileys et le gin et toniques sont des boissons de femmes et la bière blonde une boisson d'homme. Dans le même épisode, Alan discute des travestis avec un porteur de Geordie, Michael, où il les décrit dans les termes « créatures fascinantes, mais... qui ressemble à une dame, mais c'est vraiment un homme ».

## Documentaires
Ladyboys a été le titre d'un documentaire. Il a été diffusé sur Channel 4 en 1992 et a été réalisé par Jeremy Marre qui visait à dépeindre la vie de deux adolescentes katoï vivant dans la partie rurale de la Thaïlande s'efforçant de décrocher un emploi dans un cabaret de revue situé à Pattaya.

### Thailand's Third Gender
Un documentaire intitulé Thailand's Third Gender Troisième Sexe examine les vies de ladyboys en Thaïlande et présente des entrevues avec diverses femmes transgenres, les obstacles qu'elles rencontrent avec leur famille et les amoureux, mais aussi un plus grand aspect sociétal où ils se sentent traités en paria par les religieux de la culture thaïlandaise.
Le film suit les concurrentes au concours de beauté transgenres, Miss Tiffany's Universe, et illustre non seulement le déroulement et la compétitivité du concours de beauté, mais met également en évidence les systèmes d'oppression qui ont pour cible la communauté transgenre en Thaïlande.

## Militantisme
Les militants thaïs se sont mobilisés depuis plus de deux décennies pour sécuriser les droits de la diversité sexuelle.

### Actions de Yollada Suanyot
La gagnante du concours de beauté Yollada Suanyot, alias Nok, a fondé l'Association des femmes trans de Thaïlande dans l'idée de faire changer la mention du sexe sur les cartes d'identité des femmes trans ayant été opérées.
Nok a promu le terme phuying kham-phet au lieu de katoï, mais ce terme a été controversé en raison de sa connotation de maladie.
Le but de l'Association des femmes trans de Thaïlande est de faire sortir la dysphorie de genre de la liste internationale des diagnostics psychologiques et faire utiliser le terme katoï dans le sens de l'identité transgenre.
Un signe de protestation courant lors des manifestations pour de l'égalité des droits est Kathoey mai chai rok-jit, signifiant « Les katoï ne sont pas des malades mentaux ».

### Limites
Le militantisme en Thaïlande est réprimé, s'il interfère avec la politique.
En janvier 2006, le Réseau thaï des personnes vivant avec le VIH/SIDA virent leurs bureaux perquisitionnés à la suite de manifestations contre les accords commerciaux entre la Thaïlande et les États-Unis.

### Association Anjaree
Anjaree est une des organisations thaïlandaises féministes et lesbiennes, créée en 1986 par des militants pour les droits des femmes qui préconise l’internationalisation linguistique des droits de l'homme afin que le public ait une plus large compréhension de la sexualité. La première campagne a été lancée en 1996 contre l'opposition du genre et du sexe.

### Espaces sociaux
L'accès aux espaces sociaux est souvent limité pour les katoï, même si la société Thaïlandaise ne les persécute pas activement. Les traditions culturelles des autochtones ont créé un espace social pour l'égalité entre les individus des différents genres de Thaïlande.
En janvier 2015, la Thaïlande a annoncé qu'elle allait reconnaître troisième sexe dans sa constitution afin de s'assurer que tous les genres soient traités de manière égale en vertu de la loi.

### Représentativité politique
Aux élections législatives de 2019, quatre députés trans sont élus, une première dans l'histoire législative thaïlandaise. Parmi eux figurent notamment Tanwarin Sukkhapisit, non binaire.

### Vidéographie
- [vidéo] Investigation, « Katoï : Thaïlande, le royaume des ladyboys (Un cœur de fille dans un corps de garçon) », sur YouTube, 2 juin 2023.